# Ochetostoma zanzibarense
Ochetostoma zanzibarense is een lepelworm uit de familie Thalassematidae.
De wetenschappelijke naam van de soort werd in 1952 gepubliceerd door Stephen & Robertson.